# Лангирано
Лангира̀но (на италиански: Langhirano, на местен диалект Langhiràn, Лангиран) е градче и община в северна Италия, провинция Парма, регион Емилия-Романя. Разположено е на 265 m надморска височина. Населението на общината е 9842 души (към 2010 г.).